# Élections municipales croates de 2021
Les élections municipales croates de 2021 se déroulent les 16 et 30 mai 2021 afin de renouveler les membres des conseils municipaux ainsi que les maires des 576 communes de la Croatie.